# Сухой, Алексей Васильевич
Алексей Васильевич Сухой (род. 30 марта 1987, Люберцы, Московская область) — российский футбольный судья всероссийской категории.

## Биография
Начал заниматься футболом в «Торгмаше», тренер Валерий Павлович Коробко. Играл на первенство Люберецкого района. Затем играл за «Урожай» в первенстве района, «Зенит» Томилино в первенстве области. В 14 попал в «Торпедо» Люберцы, которое тренировал Алексей Львович Сергеев, затем — Александр Николаевич Нечипорук. С 2003 года стал обучаться в школе судей на стадионе «Торпедо», вступил в Федерацию футбола Московской области в 16 лет. Со следующего года стал судить соревнования по мини-футболу, поступил в школу молодого арбитра в центр «Футбольный арбитр» на базе РГУФК, которую окончил в 2008 году. В 2007 году начал судить высшую лигу мини-футбола, получил лицензию арбитра АМФР, в 2008—2010 судил Суперлигу. В 2005—2010 обучался в Малаховской Академии физкультуры и спорта (специалист физической культуры и спорта и тренер по футболу). В 2010 году поступил в филиал Московского психолого-социального университета (экономический факультет, финансовый менеджмент), который окончил в 2015 году.
В 2005 году стал работать на матчах молодёжного первенства и первенства ЛФЛ. В 2008 году отсудил 15 игр как ассистент во втором дивизионе. С 2016 года — главный арбитр на матчах РФПЛ, по состоянию на 7 апреля 2018 отсудил 18 матчей премьер-лиги.
11 августа 2019 года в матче 5 тура чемпионата России между грозненским «Ахматом» и московским «Спартаком» (1:3) на 82-й минуте матча после удаления Аблайя Мбенга произошёл инцидент, связанный с объявлением фразы: «Судья — козел», которая была адресована Сухому, по системе громкой связи на стадионе «Ахмат Арена», при котором публика на арене отреагировала гулом. Виновником оказался сотрудник пресс-службы стадиона «Ахмат Арена» Ризван Эдильсултанов, сразу после матча он был уволен.
Алексею Сухому принадлежит серия из 29 матчей подряд без красных карточек в Российской Премьер-Лиге. Прервалась она сразу тремя удалениями в матче «ЦСКА» и «Спартака». Это самая продолжительная серия без красных карточек среди действующих арбитров, которые обслуживают игры высшего дивизиона чемпионата России.